# Обчина (Сучава)
Обчина (рум. Obcina) насеље је у Румунији у округу Сучава у општини Фунду Молдовеј. Oпштина се налази на надморској висини од 953 m.

## Становништво
Према подацима из 2002. године у насељу је живело 50 становника, од којих су сви румунске националности.